# Lebbencs
A lebbencs sodort, gyúrt tészta, melyet kézzel darabokra tördelnek. A levéllé nyújtott és a szárítása után tördelt tésztát az Alföldön élő parasztemberek, jellemzően pásztorok készítették el bográcsban és levest vagy slambucot főztek belőle.

## Története
A liszt, víz, só összetételű, kemény lepénytésztát eleinte forró és lapos kövön sütötték. A tésztához kapcsolódó lebbencs szó feljegyzése 1840-ben történt meg. Hasonlóan készített tészta elnevezések még a tördelt, a haluska, a csipkedett, és a lacsuha tészta. A szó eredetét tekintve a könnyedén megmozdul, meglebeg jelentésű lebben ige -cs névszóképzős változata, mely eleinte lepény vagy palacsintaféleség lehetett, de főzés közbeni a levesben történő lebegés miatt kapta ezt a nevet. A 19. és 20. század fordulóján a parasztkonyhákon gyakori volt. Házilag készítették nagyobb mennyiségben a kisodort tésztalevelet kiteregetett száradó ruha módjára egyszerűen rudakra akasztották és a kamrában szárították. A száradás közben abroszt terítettek alá, hiszen egy idő után töredezett a tészta és így odaeshetett.
A magyar konyhában legismertebb felhasználása a lebbencsleves, de alkotóeleme például a slambuc vagy Hajdúságban ismert nevén öhöm receptjének is.

## Készítése
A lebbencstészta házilag könnyen elkészíthető. Hozzávalók: tojás, liszt, zsír és só. A hozzávalókból gyúrni kell tésztát, melyet szikkadni kell hagyni. Ezután cipó formájú darabokra szedett tésztát lisztezett deszkán kell nyújtani. A kinyújtott tésztát ismét szikkasztani kell és kellő száradás után darabokra lehet tépni vagy vágni.